# 科尔舍沃农村居民点
科尔舍沃农村居民点（俄语：Коршевское сельское поселение）是俄罗斯联邦沃罗涅日州博布罗夫区所属的一个农村居民点。其下辖有1个居民点，行政中心为科尔舍沃。据2016年统计，该农村居民点的人口为1989人。